# Trunch

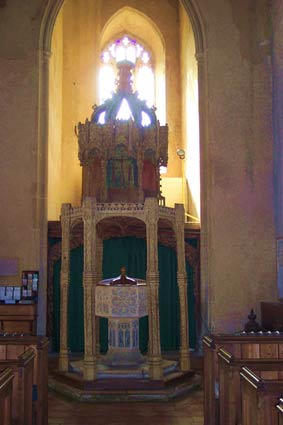
Taufbecken in St Botolph, Trunch

Trunch ist ein Ort und eine Pfarrei in Norfolk, Ostengland. 
Es liegt etwa 4 km nördlich von North Walsham und 2 km südlich von Mundesley der nächsten Küstenstadt. Trunch hat ca. 1000 Einwohner und besitzt eine mittelalterliche Kirche, St. Botolph, sowie einen Pub, The Crown Inn und ein Geschäft mit integrierter Post.

## Sehenswertes
St. Botolph, die Kirche des Ortes aus dem 15. Jahrhundert ist auf noch älteren Fundamenten errichtet. Sie ist berühmt wegen des Taufbeckens mit filigran geschnitztem Baldachin aus dem 15. Jahrhundert, von dem es in ganz England nur vier weitere seiner Art gibt. Außerdem besitzt die Kirche ein Stichbalkendach mit einer Vielzahl von geschnitzten Engelsfiguren sowie einen mit Heiligenportraits bemalten Lettner.